# تشارلز إس. راسيل
تشارلز إس. راسيل (بالإنجليزية: Charles S. Russell) هو محامي وقاضي وسياسي أمريكي، ولد في 1926.